# Me & You, Us, Forever
Me and You, Us, Forever (Brasil: Eu e Você, Nós, Para Sempre ) é um filme de drama cristão de 2008, escrito, dirigido e produzido por Dave Christiano, baseado em uma história real. O filme é estrelado por Michael Blain-Rozgay, Stacey J. Aswad, Hugh McLean, Jenna Bailey, Sandi Fix, Kathryn Worsham e Terry Loughlin.

## Sinopse
Um homem cristão de 47 anos de idade (Michael Blain-Rozgay) esta no outro lado de um divórcio indesejado. À procura de respostas para aliviar a sua dor e sua vida ter sentido, ele conhece uma mulher (Stacey J. Aswad), em um grupo de apoio à divorciados. Os dois fingem uma amizade e acham que eles têm um vínculo comum: ambos têm pensado em seus primeiros amores perdidos. Como ele lembra de sua antiga namorada de colégio (Kathryn Worsham), ele lamenta que ele já terminou com ela. Agora, 30 anos mais tarde, ele quer vê-la novamente.

## Elenco
- Michael Blain-Rozgay como Dave
- Stacey J. Aswad como Carla
- Hugh McLean como Paul
- Jenna Bailey como Sue
- Sandi Fix como Mary
- Kathryn Worsham como Mary jovem
- Terry Loughlin como o líder do grupo de apoio

## Produção
De acordo com Christiano, a ideia para o filme surgiu anos antes de seu casamento, e ele começou a escrevê-lo em cerca de 2002, baseando-lo em seu próprio romance e em seu "primeiro amor" adolescente em Nova York. Ele afirmou que ele escreveu com a intenção de ajudar os cristãos que passam por momentos difíceis e por situações de raiva e amargura. Ele disse que os líderes da Igreja devem auxiliar os membros em crise. Jasper Randall compôs a música para o filme.

## Lançamento
O lançamento inicial do filme foi definido para 83 cidades em 34 estados americanos em 15 de fevereiro de 2008. Uma segunda versão para outras cidades foi planejada para 9 de maio de 2008. O filme foi lançado nos cinemas de projeção digital e foi comercializado diretamente para igrejas. A receita total do filme foi de $84.093.

## Recepção
Ken Hanke, da revista Mountain Xpress descreveu os aspectos técnicos do filme como "competente", mas locais de ação como "mais agradável, menos interessantes cenários imagináveis". Ele continuou: "Eu não sei quando, eu já vi um filme menos interessante ou mais dramaticamente neutralizado," comentando especificamente em muitas excessivas e simples sequências de ação, que poderiam ter sido facilmente cortadas. Em uma seleção dos melhores e piores filmes de 2008, Andrew Jefchak, do jornal Grand Rapids Press criticou o filme como o "pior filme inspirador... que tem uma mensagem importante sobre a vida e transforma-a em asneiras chatas através de diálogo simplista, horrível e direção sem imaginação."